# Félix Esclangon
Pour les articles homonymes, voir Esclangon.
Félix Esclangon né le 10 janvier 1905 à Manosque et mort le 5 mai 1956 à Paris est un physicien et universitaire français.
Il fut professeur en énergétique appliquée à la Sorbonne et directeur de l'Institut polytechnique de Grenoble.

## Biographie
Jules Félix Esclangon est licencié ès sciences, puis agrégé de sciences physiques en 1926, à la suite de quoi il prépare et soutient une thèse en physique à l'université de Paris en 1934,. Son travail doctoral porte sur l'illumination des gaz raréfiés par les courants de hautes fréquences.
Il est nommé par le gouvernement de Vichy directeur de l'Institut polytechnique de Grenoble à partir de 1940, pour succéder au doyen René Gosse, révoqué à la fois de sa fonction de directeur de l'Institut et de doyen de la faculté des sciences de Grenoble.  René Gosse sera, à titre posthume, à la Libération, rétabli dans ces deux fonctions. 
Il exerce cette fonction de directeur jusqu'à son départ pour Paris en 1951, où il est alors remplacé par le professeur Louis Néel, futur prix Nobel de physique (1970), et qui demeurera à la tête de cet établissement jusqu'en 1976, à sa retraite. 
Il meurt électrocuté le 5 mai 1956 au cours d'une manipulation lors d'une conférence sur les rayons X pour ses étudiants, dans l'amphithéâtre de physique de l'annexe de la faculté des sciences de Paris au 12, rue Cuvier,. L'enquête conclut, l'année suivante, que seule la vétusté du matériel était responsable de cet accident.
Il est le neveu de l'astronome Ernest Esclangon (1876-1954), inventeur de l'horloge parlante, et le grand-père du mathématicien Pierre Pansu (né en 1959) et du physico-chimiste Robert Pansu.

## Hommages et distinctions

### Toponymie et odonymie
En son hommage, un lycée de Manosque, un groupe scolaire de Digne, le pont Esclangon, un bâtiment du campus de Jussieu, une rue de Grenoble desservant le polygone scientifique, une rue de Chambéry et plusieurs voies dans différentes communes portent son nom.

### Distinctions
- Chevalier de la Légion d'honneur (1947)[1].